# 蔡仪
蔡仪（1906年6月2日—1992年），原名蔡南冠，男，湖南攸县人，中国美学家、文艺理论家，曾任中国美术家协会理事。四人幫被捕後，蔡儀則把他的存酒打開，逢有熟人來就舉杯相賀。據他回憶，那兩天又有消息說是有餘震，人們也不以為然，還聽到有的人甚至說：“聽了這個消息就是震死也甘心，因為中國人民得救了。”。